# Phúc Khánh, Hưng Hà
Phúc Khánh là một xã thuộc huyện Hưng Hà, tỉnh Thái Bình, Việt Nam.
Xã có diện tích 4,58 km², dân số năm 1999 là 4985 người, mật độ dân số đạt 1088 người/km².
Xã Phúc Khánh gồm 5 làng: làng Khánh Mỹ, làng Hương Xá (trước đây là Tạ Xá - nghĩa là làng Tạ, tên Nôm là làng Tè), làng Sòi (Sòi 1 + Sòi 2), làng Bản và làng Khống. Ủy ban nhân dân xã và trường tiểu học và trung học cơ sở Phúc Khánh
Xã Phúc Khánh nằm chính giữa trên trục đường quốc lộ 39 (đi qua làng Hương Xá và phố Lẻ của làng Khánh Mỹ) từ Thị trấn Hưng Nhân về Thị trấn Hưng Hà.